# Rhiwbina (stacja kolejowa)
Rhiwbina (ang. Rhiwbina railway station, wal. Rhiwbeina) – stacja kolejowa w Cardiff, w Walii. Obsługuje obszar Birchgrove. Znajduje się na Coryton Line, 6,84 km od Cardiff Central. Została otwarta w 1911 przez Cardiff Railway.
Usługi pasażerskie świadczone są przez Arriva Trains Wales w ramach sieci Valleys & Cardiff Local Routes.

## Połączenia
Od poniedziałku do soboty w czasie dnia istnieje połączenie co pół godziny do Cardiff Central i dalej do Radyr na Cardiff City Line i do Coryton w kierunku północnym. Wieczorami połączenie to jest utrzymywane z częstotliwością jednego pociągu na godzinę w każdym kierunku. W niedzielę pociągi nie kursują.

## Linie kolejowe
- Coryton Line